# Hans Grässel

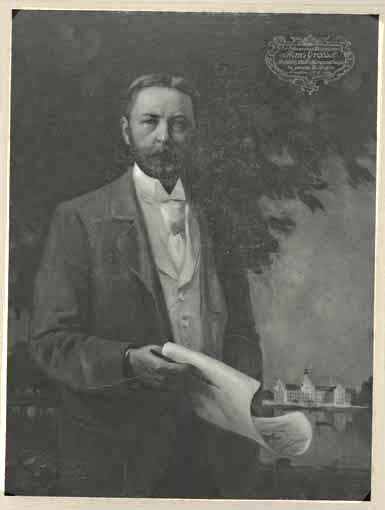
Hans Grässel.

Hans Grässel, född 8 augusti 1860 i Rehau, död 10 eller 11 mars 1939 i München, var en tysk arkitekt. Grässel såväl studerade som gjorde praktiskt taget hela sin karriär i München, och där skapade han en hel serie av begravningsplatser. Bland dessa finns Munich Waldfriedhof (Münchens skogskyrkogård), invigd 1907, som ofta brukar anses som den första skogskyrkogården. 
Grässel skrev även en pamflett om utformande av begravningsplatser, Über Friedhofanlagen und Grabdenkmale, som kom ut 1913. 1914 tilldelades han orden Pour le Mérite.